# Heliophanus horrifer
Heliophanus horrifer este o specie de păianjeni din genul Heliophanus, familia Salticidae, descrisă de Wesolowska, 1986. Conform Catalogue of Life specia Heliophanus horrifer nu are subspecii cunoscute.